# Металург (Запоріжжя, 2017)
Спортивний клуб «Металург» Запоріжжя — український футбольний клуб з міста Запоріжжя, заснований у 2017 році. Виступає в Першій лізі чемпіонату України. Домашні матчі проводить на стадіоні «Славутич-Арена».
Під час зимової перерви сезону 2024-2025, міськрада змінила назву клубу з міського футбольного клубу на спортивний клуб.

## Історія

### Передісторія
У сезоні 2015/2016 років ТОВ «ПФК „Металург-Запоріжжя“» було розформовано через відсутність фінансування та відмову власників від клубу. Станом на 2016 рік клуб був знятий з усіх змагань під егідою ФФУ, а Запоріжжя втратило єдиний професіональний футбольний клуб.
Тим часом, запорізький аматорський футбольний клуб «Россо-Неро», що виступав в регіональних футбольних змаганнях, готувався до подання документів для атестації до Другої ліги, що і було зроблено в середині наступного року. Через декілька місяців, коли почався процес ліквідації «Металурга» восени 2015 року, засновники «Россо-Неро» заявили про готовність взяти найстаріший клуб міста на свій баланс та пожертвувати своїм проектом задля порятунку «Металурга», але домовитись не вдалось. 26 березня 2016 року в Запоріжжі відбулося засідання суспільної організації «Металург назавжди», на якому було прийнято рішення про перейменування «Росо Неро» на «Металург». На тому ж засіданні колектив перейняв клубну символіку та кольори «Металурга». 17 червня 2016 року ФК «Металург» отримав атестат на участь у Другій лізі сезону 2016/2017. Провівши два сезони у Другій лізі України та встановивши два антирекорди з кількості пропущених м'ячів, 6 червня 2018 року клуб припинив своє існування, отримавши відмову від Атестаційного комітету Федерації Футболу України у виданні атестату на участь у Другій лізі на сезон 2018/2019.

### Заснування нового клубу
У травні 2017 року міський голова Запоріжжя Володимир Буряк заявив про намір створити муніципальний футбольний клуб «Металург». При цьому чиновник заявив, що комплектуватися новий клуб буде з випускників дитячої футбольної школи «Металург» (Запоріжжя). 31 травня 2017 року на сесії Запорізької міської ради було прийнято рішення про створення та фінансування КП «Міський футбольний клуб „Металург“». На початку серпня 2017 року «муніципали» провели свій перший матч, в якому з рахунком 19:0 обіграли ФК «Легіон». У листопаді 2017 року стало відомо про плани керівництва клубу пройти атестацію для участі команди в Другій лізі чемпіонату України сезону 2018/2019 років. На початку квітня 2018 року у клуба з'явився новий спонсор — компанія «WELTUM» (Вельтум), яка займається утилізацією твердих побутових відходів.
За підсумками сезону 2021/2022 «Металург» повернувся до Першої ліги.
Через повномасштабне російське вторгнення в Україну клуб покинув Запоріжжя та тимчасово перебазувався до Києва. У сезоні 2022/2023 «Металург» посів у першій лізі четверте місце та провів перехідні матчі за право виступати у Прем’єр-лізі проти рівненського «Вереса» поступившись за сумою двох матчів 2:6. Наступного сезону запоріжці також грали у перехідних матчах але тепер за право виступати в першій лізі поступившись команді ЮКСА за сумою двох матчів 1:7. Перед початком наступного сезону у зв'язку із проведенням перехідного турніру з метою визначення учасника УПЛ, одне місце у першій лізі залишилося вакантним, тому МФК «Металург» зберіг місце у першій лізі.
У лютому 2025 році в Запоріжжі несподівано міська влада вирішила розвивати футбольний клуб «Металург». Клуб отримав нову назву, був  оголошений конкурс на створення логотипа та передбачено розширення діяльності клубу. Комунальне підприємство «Міський футбольний клуб «Металург» змінив напрямок розвитку з оформленням міською владою, як «Спортивний клуб «Металург Запоріжжя».

#### Історія емблеми клубу

Попередня емблема

22 липня 2025 року на «Славутич-Арені» в Запоріжжі презентовано новий логотип клубу та оновлену айдентику. Запорізький спортивний клуб наразі має єдиний герб для всіх напрямів — від футболу до легкої атлетики. Нова емблема клубу зберігає традиційну круглу форму та об'єднує дві ключові літери — «М» та «З», які символізують назву клубу та міста. Графічний ритм емблеми натхненний частоколом фортець Запорозького козацтва. Логотип має динамічний нахил, що підкреслює готовність до атаки та оборони, червоно-чорна колірна гама додає образу контрастності та сили.

## Досягнення
- Друга ліга чемпіонату України:
  - Бронзовий призер: 2018/2019
- Кубок Придніпров'я:
  - Володар: 2018

## Склад команди
Станом на 27 березня 2025  року відповідно до офіційної заявки на сайті ПФЛ
| №  | Поз. | Нац.    | Гравець                      |
| -- | ---- | ------- | ---------------------------- |
| 1  | ВР   | Україна | Віктор Мокрицький            |
| 12 | ВР   | Україна | Назар Байда                  |
| 23 | ВР   | Україна | Антон Осадчук                |
| 6  | ЗХ   | Україна | Максим Страдс                |
| 13 | ЗХ   | Україна | Артем Козлов                 |
| 14 | ЗХ   | Україна | Володимир Польовий (капітан) |
| 17 | ЗХ   | Україна | Кирило Біляєв                |
| 21 | ЗХ   | Україна | Владислав Клименко           |
| 22 | ЗХ   | Україна | Ігор Юречко                  |
| 29 | ЗХ   | Україна | Денис Дорошенко              |
| 35 | ЗХ   | Україна | Артем Товкач                 |
| 53 | ЗХ   | Україна | Дмитро Костюченко            |
| 7  | ПЗ   | Україна | Дмітрій Іродовський          |

| №  | Поз. | Нац.    | Гравець                           |
| -- | ---- | ------- | --------------------------------- |
| 8  | ПЗ   | Україна | Данило Фальковський               |
| 10 | ПЗ   | Україна | Ахмед Алібеков                    |
| 18 | ПЗ   | Україна | Андрій Блізніченко (віце-капітан) |
| 25 | ПЗ   | Україна | Нікіта Левченко                   |
| 41 | ПЗ   | Україна | Микита Куралех                    |
| 77 | ПЗ   | Україна | Олексій Бандурін                  |
| 99 | ПЗ   | Україна | Віталій Варяник                   |
| 9  | НП   | Україна | Владислав Нехтій                  |
| 11 | НП   | Україна | Ярослав Дзюбко                    |
| 15 | НП   | Україна | Владислав Васильченко             |
| 19 | НП   | Україна | Владислав Борисенко               |
| 28 | НП   | Україна | Володимир Близнюк                 |

## Статистика виступів
| Сезон     | Ліга      | М       | І  | В  | Н | П  | ГЗ | ГП | О  | Кубок України | Примітка                                 |
| --------- | --------- | ------- | -- | -- | - | -- | -- | -- | -- | ------------- | ---------------------------------------- |
| 2018/2019 | Друга «Б» | 2 з 10  | 27 | 18 | 2 | 7  | 54 | 24 | 56 | 1/32 фіналу   | Підвищення                               |
| 2019/2020 | Перша     | 15 з 16 | 30 | 6  | 4 | 20 | 28 | 58 | 22 | 1/32 фіналу   | Пониження                                |
| 2020/2021 | Друга «Б» | 3 з 12  | 22 | 13 | 4 | 5  | 43 | 20 | 43 | 1/32 фіналу   |                                          |
| 2021/2022 | Друга «Б» | 1 з 16  | 19 | 13 | 6 | 0  | 34 | 7  | 45 | 1/32 фіналу   | Підвищення                               |
| 2022/2023 | Перша     | 4 з 16  | 14 | 6  | 3 | 5  | 18 | 16 | 21 | не проводився | Програш в стикових матчах                |
| 2023/2024 | Перша     | 17 з 20 | 28 | 7  | 7 | 14 | 27 | 48 | 28 | 1/64 фіналу   | Програш в стикових матчах, але залишився |
| 2024/2025 | Перша     | 14 з 18 | 24 | 6  | 8 | 10 | 24 | 35 | 26 | 1/64 фіналу   | Програш в стикових матчах, але залишився |